# Misgurnus tonkinensis
Misgurnus tonkinensis es una especie de pez de la familia Cobitidae en el orden de los Cypriniformes.

## Hábitat
Vive en zonas de clima tropical.

## Distribución geográfica
Se encuentra en el Vietnam.